# Myrcinus tuberosus
Myrcinus tuberosus är en bönsyrseart som beskrevs av Carl Stål 1877. Myrcinus tuberosus ingår i släktet Myrcinus och familjen Mantidae. Inga underarter finns listade i Catalogue of Life.